# アメリカン・アソシエーション (19世紀)
アメリカン・アソシエーション（American Association）は、1882年から1891年まで、アメリカ合衆国で運営されていたプロの野球リーグ。19世紀のメジャーリーグベースボールの野球リーグとして扱われており、戦績や選手記録などはメジャー記録に含まれる。

## 歴史

### 運営
1882年にH.D.マックナイトを代表としてリーグが組織された。当時既に組織されていたナショナルリーグは高潔なイメージを打ち出すため厳しい規律を参加チームに課していたが、リーグはこれと異なった方向性を打ち出した。入場料を安く設定（ナショナルリーグの半額）することでブルーカラー層などを受け入れ、またナショナルリーグが禁じていた球場での酒類の販売や日曜日の試合開催なども行っていた。当時のナショナルリーグ支援者から、"Beer and Whiskey League"（ビア・アンド・ウィスキー・リーグ）という綽名で呼ばれていたのもこのあたりの運営方針に由来する。
できるだけナショナルリーグと本拠地が重ならないような工夫もし、リーグは創設から10年間存続した。当初ナショナルリーグは自分と対等な存在とは認めていなかったが、1883年のオフにお互いの選手引き抜きをやめることを条件に、アメリカン・アソシエーションをメジャーリーグとして認知することで合意した。

### 参加チームの変遷
リーグは当初6球団でスタートし、翌年には8球団、その次の1884年には12球団に拡張した。1884年に参加球団を大きく拡張したのは、同年組織されたユニオン・アソシエーションへの対抗策であったという。ユニオン・アソシエーションが1年で解散した後は再び8球団での運営となったが、1887年にピッツバーグ・アレゲニーズ（現パイレーツ）がナショナルリーグへ移ったのを皮切りに、1889年にクリーブランド・スパイダーズ、1890年にはシンシナティ（現レッズ）とブルックリン（現ドジャース）がナショナルリーグへ移っていった。翌1891年にプレイヤーズ・リーグから2球団が加わったものの、同年でアメリカン・アソシエーションの運営は破綻し、参加していた球団のうちセントルイス（現カージナルス）を含む4球団をナショナルリーグが吸収した。

### ナショナルリーグとの交流戦
アメリカン・アソシエーションは、ナショナルリーグとの合意が形成された翌年の1884年から、現在のワールドシリーズの原型ともいえる、リーグの優勝チーム同士での年間の王者決定戦を行う取組みも行った。このシリーズは1884年から1890年まで行われたが、リーグが解体される1891年に予定されていたボストン・レッズとボストン・ビーンイーターズ（現アトランタ・ブレーブス）の試合は、ビーンイーターズが対戦を拒否し実施されなかった。シリーズ自体は顔見せ興行的な意味合いが強く、現在のような真剣勝負の場ではなかったと言われている。

## 参加球団
"◆"は現存する球団。
| チーム名                            | 参加年      | 備考                             |
| ----------------------------------- | ----------- | -------------------------------- |
| ボルチモア・オリオールズ            | 1882-1891年 | 1892年ナショナルリーグへ移行     |
| シンシナティ・レッドストッキングス◆ | 1882-1889年 | 1890年ナショナルリーグへ移行     |
| ルイビル・カーネルズ                | 1882-1891年 | 1892年ナショナルリーグへ移行     |
| フィラデルフィア・アスレチックス    | 1882-1890年 | 1890年解散                       |
| ピッツバーグ・アレゲニーズ◆         | 1882-1886年 | 1887年ナショナルリーグへ移行     |
| セントルイス・ブラウンズ◆           | 1882-1891年 | 1892年ナショナルリーグへ移行     |
| コロンバス・バックアイズ            | 1883-1884年 | 1884年解散                       |
| ニューヨーク・メトロポリタンズ      | 1883-1887年 | 1887年解散                       |
| ブルックリン・ブライドグルームス◆   | 1884-1889年 | 1890年ナショナルリーグへ移行     |
| インディアナポリス・フージャーズ    | 1884年      | 1884年解散                       |
| トレド・ブルーストッキングス        | 1884年      | 1884年解散                       |
| ワシントン・ナショナルズ            | 1884年      | 1884年途中で解散                 |
| リッチモンド・バージニアンズ        | 1884年      | 1884年途中参加、マイナーリーグへ |
| クリーブランド・スパイダーズ        | 1887-1888年 | 1889年ナショナルリーグへ移行     |
| カンザスシティ・カウボーイズ        | 1888-1889年 | 1889年解散                       |
| コロンバス・ソロンズ                | 1889-1891年 | 1891年解散                       |
| ブルックリン・グラディエイターズ    | 1890年      | 1890年解散                       |
| ロチェスター・ブロンコス            | 1890年      | 1890年脱退、マイナーリーグへ     |
| シラキュース・スターズ              | 1890年      | 1890年解散                       |
| トレド・マウミーズ                  | 1890年      | 1890年解散                       |
| ボストン・レッズ                    | 1891年      | プレイヤーズ・リーグから加盟     |
| フィラデルフィア・クエーカーズ      | 1891年      | プレイヤーズ・リーグから加盟     |
| シンシナティ・ポーカーズ            | 1891年      | 1891年途中で解散                 |
| ミルウォーキー・ブルワーズ          | 1891年      | 1891年途中参加、マイナーリーグへ |
| ワシントン・セネタース              | 1891年      | 1892年ナショナルリーグへ移行     |

## 諸記録

### リーグ優勝チーム
- 1882年：シンシナティ・レッドストッキングス
- 1883年：フィラデルフィア・アスレチックス
- 1884年：ニューヨーク・メトロポリタンズ
- 1885年：セントルイス・ブラウンズ
- 1886年：セントルイス・ブラウンズ
- 1887年：セントルイス・ブラウンズ
- 1888年：セントルイス・ブラウンズ
- 1889年：ブルックリン・ブライドグルームス
- 1890年：ルイビル・カーネルズ
- 1891年：ボストン・レッズ

### 年間王者決定戦の戦績
※太字が勝利チーム
- 1884年：ニューヨーク・メトロポリタンズ（0勝3敗）プロビデンス・グレイズ
- 1885年：セントルイス・ブラウンズ（3勝3敗1分）シカゴ・ホワイトストッキングス
- 1886年：セントルイス・ブラウンズ（4勝2敗）シカゴ・ホワイトストッキングス
- 1887年：セントルイス・ブラウンズ（5勝10敗）デトロイト・ウルバリンズ
- 1888年：セントルイス・ブラウンズ（4勝6敗）ニューヨーク・ジャイアンツ
- 1889年：ブルックリン・ブライドグルームス（3勝6敗）ニューヨーク・ジャイアンツ
- 1890年：ルイビル・カーネルズ（3勝3敗1分）ブルックリン・ブライドグルームス

### 投手記録
無安打試合達成者
| 日付          | 氏名                       | チーム                           | 特記             |
| ------------- | -------------------------- | -------------------------------- | ---------------- |
| 1882年9月11日 | トニー・マレーン           | ルイビル・エクリプス             |                  |
| 1882年9月19日 | ガイ・ヘッカー             | ルイビル・エクリプス             |                  |
| 1884年5月24日 | アル・アトキンソン         | フィラデルフィア・アスレチックス |                  |
| 1884年5月24日 | エド・モリス               | コロンバス・バックアイズ         |                  |
| 1884年6月5日  | フランク・マウンテン       | コロンバス・バックアイズ         |                  |
| 1884年10月4日 | サム・キンバー             | ブルックリン・ブライドグルームス | 10イニングで達成 |
| 1886年5月24日 | アル・アトキンソン         | フィラデルフィア・アスレチックス | 2度目            |
| 1886年7月24日 | アドニス・テリー           | ブルックリン・ブライドグルームス |                  |
| 1886年10月6日 | マット・キルロイ           | ボルチモア・オリオールズ         |                  |
| 1888年5月27日 | アドニス・テリー           | ブルックリン・ブライドグルームス | 2度目            |
| 1888年6月6日  | ヘンリー・ポーター         | カンザスシティ・カウボーイズ     |                  |
| 1888年7月26日 | エド・シーウォード         | フィラデルフィア・アスレチックス |                  |
| 1888年7月31日 | ガス・ウェイイング         | フィラデルフィア・アスレチックス |                  |
| 1890年9月15日 | キャノンボール・チッカム   | ロチェスター・ブロンコス         |                  |
| 1891年10月4日 | テッド・ブライテンスタイン | セントルイス・ブラウンズ         |                  |